# Karl-May-Verlag
Der Karl-May-Verlag ist ein 1913 in Radebeul gegründeter und 1959 nach Bamberg übersiedelter Verlag, in dem hauptsächlich Bücher von und um Karl May veröffentlicht werden, angefangen mit der Reihe Karl May’s Gesammelte Werke im grün-goldenen Einband über Reprints der Erstausgaben bis hin zu Bibliografien, Biografien und weiterer Sekundärliteratur zum Autor und dessen Werk.

## Geschichte
Am 1. Juli 1913 gründeten Klara May (Witwe, Universalerbin und Nachlassverwalterin), Friedrich Ernst Fehsenfeld (Mays bisheriger Hauptverleger) und der Jurist Euchar Albrecht Schmid (als Geschäftsführer) den „Verlag der Karl-May-Stiftung Fehsenfeld & Co.“ in Radebeul, der ab 1915 den Namen „Karl-May-Verlag“ (KMV) trug. Verlagssitz war Schmids Villa. Ihnen gelang es, alle Rechtsstreitigkeiten wegen einiger Romane beizulegen und die Rechte an in anderen Verlagen erschienenen Werken (z. B. die in der Union Deutsche Verlagsgesellschaft erschienenen Jugenderzählungen und die bei Verlag H. G. Münchmeyer, Dresden erschienenen Lieferungsromane) zu erwerben. Diese Bände wurden in die bereits aus dem Verlag Fr. E. Fehsenfeld, Freiburg i. Br. stammende 33-bändige Reihe „Karl May’s gesammelte Reiseerzählungen“ eingegliedert. Diese Reihe wurde in „Karl May’s Gesammelte Werke“ (ab Band 91 mit dem Zusatz „und Briefe“) umbenannt und teilweise erhielten die Bände dabei neue Titel.
Dabei griff der Verlag zum Teil erheblich in die Textstrukturen ein. Insbesondere die Kolportage-Romane aus dem Münchmeyer-Verlag wurden deutlich überarbeitet, wobei auch schon Münchmeyer entsprechend den damaligen Verlagsgebräuchen stark in Mays Texte eingegriffen haben soll. Im Zuge der fortschreitenden Herausgabe immer weiterer Bände der Gesammelten Werke wurde auch immer wieder die Zusammenstellung in denjenigen Bänden geändert, die thematische Sammlungen von einzeln veröffentlichten Geschichten sind. Deshalb sind in Bänden mit identischem Titel und Nummerierung aus verschiedenen Jahrzehnten teilweise unterschiedliche Erzählungen enthalten. Die Bearbeitungen wurden von Euchar Albrecht Schmid, festen Mitarbeitern des Verlages und außenstehenden Karl-May-Anhängern vorgenommen. Besonders einflussreich waren Franz Kandolf, Rudolf Beissel und Max Finke. Auf die mehrfach öffentlich geäußerte Kritik an diesen Bearbeitungen (u. a. von Arno Schmidt) reagierte der KMV unter der Ägide von Roland Schmid mit der Rückbearbeitung der Bände 28–33 der Gesammelten Werke, die vornehmlich von Hans Wollschläger angeregt und durchgeführt wurden.
Zu den weiteren Zielen des KMV gehörten Mays Rehabilitierung gegenüber Literaturwissenschaft und Kritik sowie die Förderung der Karl-May-Stiftung.
Im Karl-May-Verlag erschienen von 1920 bis 1933 die Karl-May-Jahrbücher, die seit 1918 von Friedrich Barthel herausgegeben wurden.
Seit dem vertraglichen Ausscheiden Fehsenfelds 1921 und der Trennung von der Karl-May-Stiftung (als Klara Mays Erbin) 1960, bei der Teile des Nachlasses an den Verlag übergingen, liegt der KMV in den Händen der Familie Schmid. Auf Grund des Verhältnisses der Behörden in der SBZ und der DDR zu Karl May siedelte der KMV 1959 nach Bamberg über, ist aber seit 1996 auch wieder in Radebeul vertreten. Bände in „klassischer“ Ausstattung erschienen auch schon vor 1959 in Bamberg. Verlagsnamen waren „Ustad Verlag“ und „Bayrische Verlagsanstalt“. Die Reihe lief unter „Karl-May-Bücherei“, Copyrightangabe Joachim Schmid Verlag. Auf dem Buchrücken war Ustad-Verlag oder Karl-May-Bücherei vermerkt. Die Tausender der Gesamtauflage wurden weitergezählt. Mit Ablauf der urheberrechtlichen Schutzfrist 1963 verlor der KMV seine Monopolstellung. Es folgte eine forcierte Kommerzialisierung Mays. Der Name Karl May ist eingetragenes Warenzeichen der „Karl May Verwaltungs- und Vertriebs-GmbH“ des KMV.
Nachdem sich Lothar Schmid 2007 aus Altersgründen aus der Geschäftsführung zurückgezogen hatte, wird der Verlag inzwischen vom Enkel des Verlagsgründers, Bernhard Schmid, geleitet. Der KMV ist einer der wenigen erfolgreichen monothematischen Verlage der Welt.

## Karl May’s Gesammelte Werke (und Briefe)
Sämtliche Werke wurden vor der Herausgabe bearbeitet, wobei der teils erhebliche Umfang der Bearbeitungen und Umschreibungen (insbesondere bei den Bänden 50 bis 68) zu Kritik geführt hat.
| Band | Titel                                                             | Werkzyklus | Jahr |
| ---- | ----------------------------------------------------------------- | --- | ---- |
| 01   | Durch die Wüste                                                   | Orientzyklus | 1913 |
| 02   | Durchs wilde Kurdistan                                            | Orientzyklus | 1913 |
| 03   | Von Bagdad nach Stambul                                           | Orientzyklus | 1913 |
| 04   | In den Schluchten des Balkan                                      | Orientzyklus | 1913 |
| 05   | Durch das Land der Skipetaren                                     | Orientzyklus | 1913 |
| 06   | Der Schut                                                         | Orientzyklus | 1913 |
| 07   | Winnetou I                                                        | Winnetou-Trilogie | 1913 |
| 08   | Winnetou II                                                       | Winnetou-Trilogie | 1913 |
| 09   | Winnetou III                                                      | Winnetou-Trilogie | 1913 |
| 10   | Sand des Verderbens (früher: Orangen und Datteln)                 | Sammelband: Orient, u. a. Marienkalendergeschichten | 1913 |
| 11   | Am Stillen Ozean                                                  | Sammelband: Südsee, Ostasien | 1913 |
| 12   | Am Rio de la Plata                                                | Südamerika-Dilogie („El Sendador“) | 1913 |
| 13   | In den Kordilleren                                                | Südamerika-Dilogie („El Sendador“) | 1913 |
| 14   | Old Surehand I                                                    | Surehand-Trilogie (Haupthandlung) | 1913 |
| 15   | Old Surehand II (früher: Bd. 19 Old Surehand III)                 | Surehand-Trilogie (Haupthandlung) | 1913 |
| 16   | Menschenjäger (Im Lande des Mahdi I)                              | Mahdi-Trilogie | 1913 |
| 17   | Der Mahdi (Im Lande des Mahdi II)                                 | Mahdi-Trilogie | 1913 |
| 18   | Im Sudan (Im Lande des Mahdi III)                                 | Mahdi-Trilogie | 1913 |
| 19   | Kapitän Kaiman (früher: Bd. 15 Old Surehand II)                   | ehemals Surehand-Trilogie, nun Sammelband div. Wild-West-Geschichten                                                                                         | 1913 |
| 20   | Die Felsenburg (früher: Satan und Ischariot I)                    | Satan-und-Ischariot-Trilogie | 1913 |
| 21   | Krüger-Bei (früher: Satan und Ischariot II)                       | Satan-und-Ischariot-Trilogie | 1913 |
| 22   | Satan und Ischariot (früher: Satan und Ischariot III)             | Satan-und-Ischariot-Trilogie | 1913 |
| 23   | Auf fremden Pfaden                                                | Sammelband: u. a. Marienkalendergeschichten | 1913 |
| 24   | „Weihnacht!“                                                      | | 1913 |
| 25   | Am Jenseits                                                       | | 1913 |
| 26   | Der Löwe der Blutrache (Im Reiche des Silbernen Löwen I)          | Im Reiche des silbernen Löwen | 1913 |
| 27   | Bei den Trümmern von Babylon (Im Reiche des Silbernen Löwen II)   | Im Reiche des silbernen Löwen | 1913 |
| 28   | Im Reiche des Silbernen Löwen (Im Reiche des silbernen Löwen III) | Im Reiche des silbernen Löwen | 1913 |
| 29   | Das versteinerte Gebet (Im Reiche des silbernen Löwen IV)         | Im Reiche des silbernen Löwen | 1913 |
| 30   | Und Friede auf Erden                                              | | 1913 |
| 31   | Ardistan (Ardistan und Dschinnistan I)                            | Ardistan und Dschinnistan | 1913 |
| 32   | Der Mir von Dschinnistan (Ardistan und Dschinnistan II)           | Ardistan und Dschinnistan | 1913 |
| 33   | Winnetous Erben (Winnetou IV)                                     | Anschluss an die Winnetou-Trilogie | 1913 |
| 34   | „Ich“                                                             | Autobiografie & biografische Texte | 1917 |
| 35   | Unter Geiern                                                      | enthält Der Sohn des Bärenjägers und Der Geist des Llano Estacado                                                                                            | 1914 |
| 36   | Der Schatz im Silbersee                                           | | 1913 |
| 37   | Der Ölprinz                                                       | | 1915 |
| 38   | Halbblut (Der schwarze Mustang)                                   | enthält zudem die Erzählungen aus Die Rose von Kaïrwan | 1917 |
| 39   | Das Vermächtnis des Inka                                          | | 1913 |
| 40   | Der blaurote Methusalem                                           | | 1914 |
| 41   | Die Sklavenkarawane                                               | | 1915 |
| 42   | Der alte Dessauer                                                 | Geschichten über Fürst Leopold I. von Anhalt-Dessau | 1921 |
| 43   | Aus dunklem Tann                                                  | Erzgebirgische Dorfgeschichten | 1921 |
| 44   | Der Waldschwarze                                                  | Erzgebirgische Dorfgeschichten | 1921 |
| 45   | Zepter und Hammer                                                 | Fortsetzungs- bzw. Doppelroman (ohne Übertitel) | 1926 |
| 46   | Die Juweleninsel                                                  | Fortsetzungs- bzw. Doppelroman (ohne Übertitel) | 1926 |
| 47   | Professor Vitzliputzli                                            | Humoresken | 1927 |
| 48   | Das Zauberwasser                                                  | Sammelband: u. a. Marienkalendergeschichten | 1927 |
| 49   | Lichte Höhen                                                      | Himmelsgedanken (Gedichte und Sinnsprüche), Babel und Bibel (Drama)                                                                                          | 1956 |
| 50   | In Mekka (von Franz Kandolf)                                      | Fortsetzung von Am Jenseits | 1923 |
| 51   | Schloss Rodriganda                                                | Waldröschen | 1924 |
| 52   | Die Pyramide des Sonnengottes (früher: Vom Rhein zur Mapimi)      | Waldröschen | 1924 |
| 53   | Benito Juarez                                                     | Waldröschen | 1924 |
| 54   | Trapper Geierschnabel                                             | Waldröschen | 1925 |
| 55   | Der sterbende Kaiser                                              | Waldröschen | 1925 |
| 56   | Der Weg nach Waterloo                                             | Die Liebe des Ulanen | 1930 |
| 57   | Das Geheimnis des Marabut                                         | Die Liebe des Ulanen | 1930 |
| 58   | Der Spion von Ortry                                               | Die Liebe des Ulanen | 1930 |
| 59   | Die Herren von Greifenklau                                        | Die Liebe des Ulanen | 1930 |
| 60   | Allah il Allah!                                                   | Orient-Roman, bearbeitete Episoden aus Deutsche Herzen – Deutsche Helden                                                                                     | 1931 |
| 61   | Der Derwisch                                                      | Deutsche Herzen – Deutsche Helden (Haupthandlung) | 1933 |
| 62   | Im Tal des Todes                                                  | Deutsche Herzen – Deutsche Helden (Haupthandlung) | 1934 |
| 63   | Zobeljäger und Kosak                                              | Deutsche Herzen – Deutsche Helden (Haupthandlung) | 1934 |
| 64   | Das Buschgespenst                                                 | Teile aus Der verlorne Sohn | 1935 |
| 65   | Der Fremde aus Indien                                             | Teile aus Der verlorne Sohn | 1939 |
| 66   | Der Peitschenmüller                                               | Teile aus Der Weg zum Glück (Roman um König Ludwig II. von Bayern)                                                                                           | 1958 |
| 67   | Der Silberbauer                                                   | Teile aus Der Weg zum Glück (Roman um König Ludwig II. von Bayern)                                                                                           | 1959 |
| 68   | Der Wurzelsepp                                                    | Teile aus Der Weg zum Glück (Roman um König Ludwig II. von Bayern)                                                                                           | 1960 |
| 69   | Ritter und Rebellen                                               | Episoden aus Der beiden Quitzows letzte Fahrten | 1960 |
| 70   | Der Waldläufer                                                    | Karl Mays Bearbeitung des Romans Le Coureur de Bois von Gabriel Ferry                                                                                        | 1959 |
| 71   | Old Firehand                                                      | Sammelbände: Frühwerk | 1967 |
| 72   | Schacht und Hütte                                                 | Sammelbände: Frühwerk | 1968 |
| 73   | Der Habicht                                                       | Teil aus Der Weg zum Glück | 1967 |
| 74   | Der verlorene Sohn                                                | Teile aus Der verlorne Sohn | 1985 |
| 75   | Sklaven der Schande                                               | Teile aus Der verlorne Sohn | 1993 |
| 76   | Der Eremit                                                        | Teile aus Der verlorne Sohn | 1994 |
| 77   | Die Kinder des Herzogs                                            | Teil aus Waldröschen | 1995 |
| 78   | Das Rätsel von Miramare                                           | Teile aus Der Weg zum Glück und Deutsche Herzen – Deutsche Helden                                                                                            | 1996 |
| 79   | Old Shatterhand in der Heimat                                     | Sammelband: u. a. Fragmente und Illustrationenstexte | 1997 |
| 80   | Auf der See gefangen                                              | Abenteuerroman und zwei Wildwest-Geschichten (zeigen Entwicklung der Winnetou-Figur)                                                                         | 1998 |
| 81   | Abdahn Effendi                                                    | Sammelband: Spätwerk | 2000 |
| 82   | In fernen Zonen                                                   | Reisetagebuch und Beiträge zu Mays Weltreisen | 1999 |
| 83   | Am Marterpfahl                                                    | Prozess- und Verteidigungsschriften | 2001 |
| 84   | Der Bowie-Pater                                                   | Sammelband: Frühwerk | 2003 |
| 85   | Von Ehefrauen und Ehrenmännern                                    | Prozess- und Verteidigungsschriften | 2004 |
| 86   | Meine dankbaren Leser                                             | Prozess- und Verteidigungsschriften | 2005 |
| 87   | Das Buch der Liebe                                                | | 2006 |
| 88   | Deadly Dust                                                       | jeweils zwei Wildwest-Erzählungen – Urfassungen von Teilen von Winnetou III (Bd. 88), Winnetou II und Episode aus Deutsche Herzen – Deutsche Helden (Bd. 89) | 2008 |
| 89   | Im fernen Westen                                                  | jeweils zwei Wildwest-Erzählungen – Urfassungen von Teilen von Winnetou III (Bd. 88), Winnetou II und Episode aus Deutsche Herzen – Deutsche Helden (Bd. 89) | 2011 |
| 90   | Verschwörung in Wien                                              | Teile aus Der Weg zum Glück und Der verlorne Sohn, Humoresken, Fragmente                                                                                     | 2014 |
| 91   | Briefwechsel mit Friedrich Ernst Fehsenfeld I                     | | 2007 |
| 92   | Briefwechsel mit Friedrich Ernst Fehsenfeld II                    | 2008 |      |
| 93   | Briefwechsel mit Sascha Schneider                                 | | 2009 |
| 94   | Briefwechsel mit Joseph Kürschner                                 | | 2013 |
| 95   | Briefwechsel mit seinen „Kindern“ I                               | | 2020 |
| 96   | Briefwechsel mit seinen „Kindern“ II                              | 2020 |      |
| 97   | Briefwechsel mit seinen Verlegern und Redakteuren I               | | 2025 |

Des Weiteren enthält die Reihe zahlreiche unnummerierte Sonderbände, die entweder Anthologien, Sachtexte zu May oder Fremdtexte enthalten. Erwähnenswert ist der Großband Karl May und die Musik, der Mays Kompositionen (u. a. Ernste Klänge) enthält.

## Karl Mays magischer Orient
2016 wagte der Karl-May-Verlag mit der Reihe Karl Mays magischer Orient einen Ausflug in die Fantasy. Eine Gruppe Autoren führt darin den Orientzyklus Karl Mays mit phantastischen Elementen und Fabelwesen unter der Herausgeberschaft von Thomas Le Blanc fort. Folgende Werke sind bis dato erschienen:
Anthologie:
- Auf phantastischen Pfaden, 2016, Thomas Le Blanc, Alexander Röder, Friedhelm Schneidewind, Jacqueline Montemurri, Tanja Kinkel, Rainer Schorm, Jörg Weigand, Monika Niehaus, Karl-Ulrich Burgdorf u. a.

Bände:
1. Im Banne des Mächtigen 2016, Alexander Röder
2. Der Fluch des Skipetaren 2016, Alexander Röder
3. Der Sturz des Verschwörers 2017, Alexander Röder
4. Die Berge der Rache 2017, Alexander Röder
5. Sklavin und Königin 2018, Alexander Röder, Karl-Ulrich Burgdorf, Friedhelm Schneidewind und Jacqueline Montemurri; Prolog: Thomas Le Blanc, Epilog: Tanja Kinkel
6. Auf der Spur der Sklavenjäger 2018, Alexander Röder
7. Der Herrscher der Tiefe 2019, Jacqueline Montemurri, Epilog: Bernhard Hennen
8. Das magische Tor im Kaukasus 2019, Friedhelm Schneidewind, Epilog: Bernhard Hennen
9. Das Geheimnis des Lamassu 2020, Jacqueline Montemurri, Epilog: Nina Blazon
10. Die Seelen von Stambul 2023, Alexander Röder, Thomas Le Blanc
11. Die Geister von Iskenderun 2024, Alexander Röder

## Weitere Autoren des Verlages
- Robert Kraft
- John Retcliffe
- Werner Legère
- Jörg Kastner
- Thomas Jeier
- Heinz Grill
- Marie Versini
- Jacqueline Montemurri
- Otto Eicke
- Hans Imgram